# Atypus piceus
Espèce
Synonymes
- Aranea picea Sulzer, 1776
- Aranea subterranea Roemer, 1789
- Oletera atypus Walckenaer, 1805
- Atypus sulzeri Latreille, 1806
- Atypus beckii O. Pickard-Cambridge, 1875
- Proatypus thaleri Braun, 1963

Atypus piceus est une espèce d'araignées mygalomorphes de la famille des Atypidae.

## Distribution
Cette espèce se rencontre en Europe de la France à la Russie et en Iran.
Elle a été observée en France, en Belgique, au Luxembourg, aux Pays-Bas, en Allemagne, en Suisse, en Italie, au Liechtenstein, en Autriche, en Tchéquie, en Pologne, en Slovaquie, en Hongrie, en Slovénie, en Serbie, au Kosovo, au Monténégro, en Macédoine du Nord, en Grèce, en Bulgarie, en Roumanie, en Moldavie, en Ukraine et en Russie.

## Description
Le mâle mesure 9 mm et les femelles de 10 à 15 mm

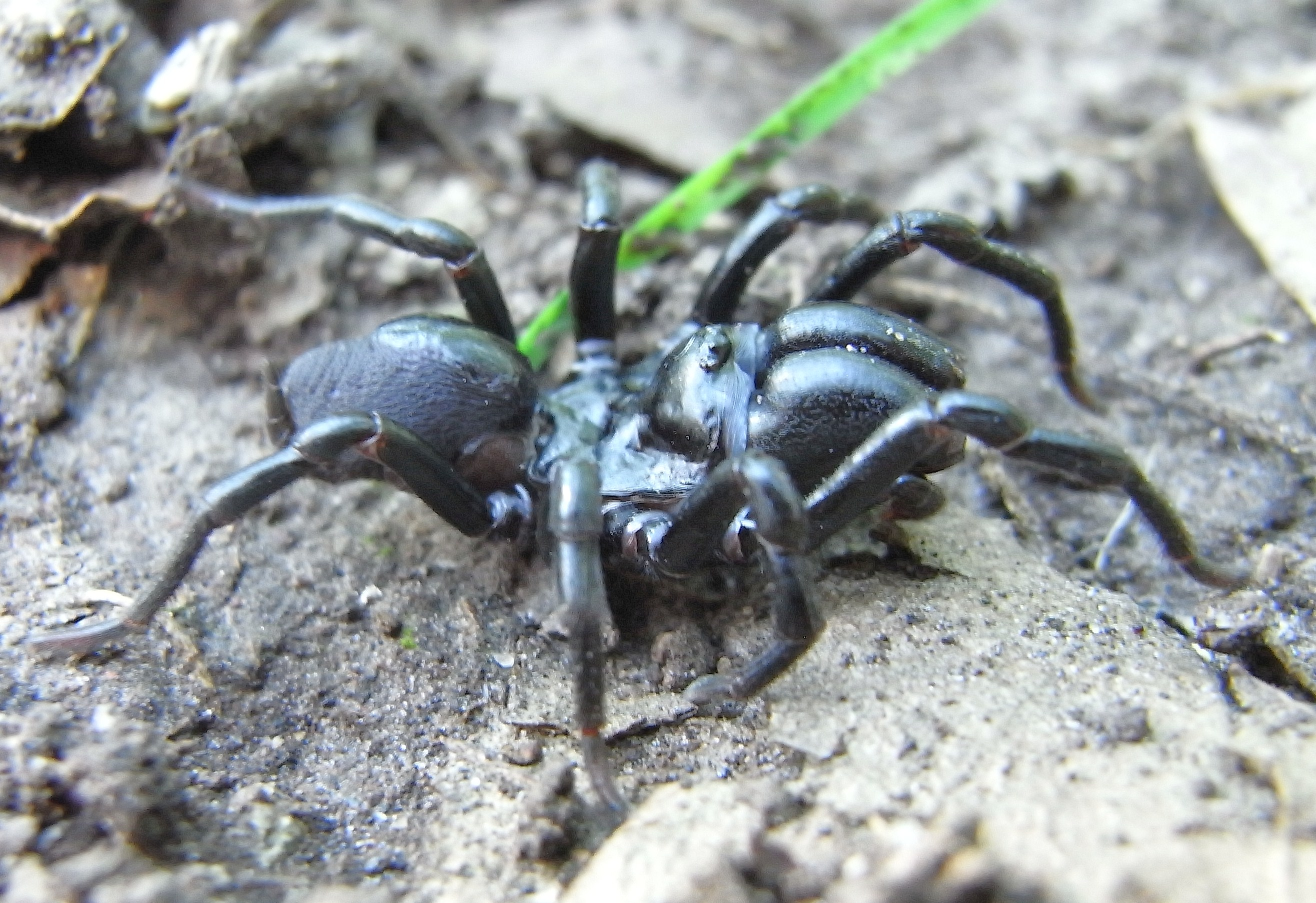
Atypus piceus

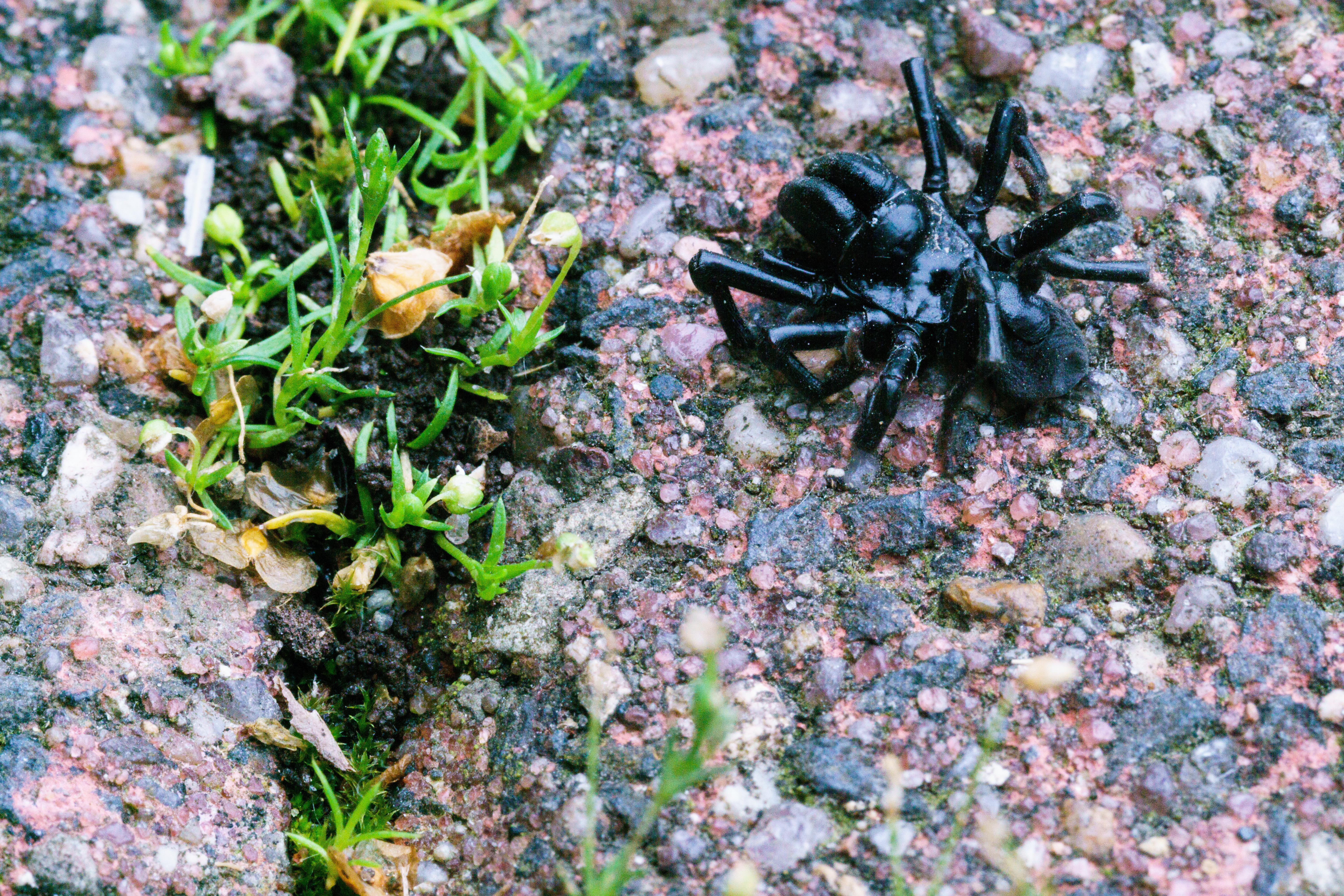
Atypus piceus

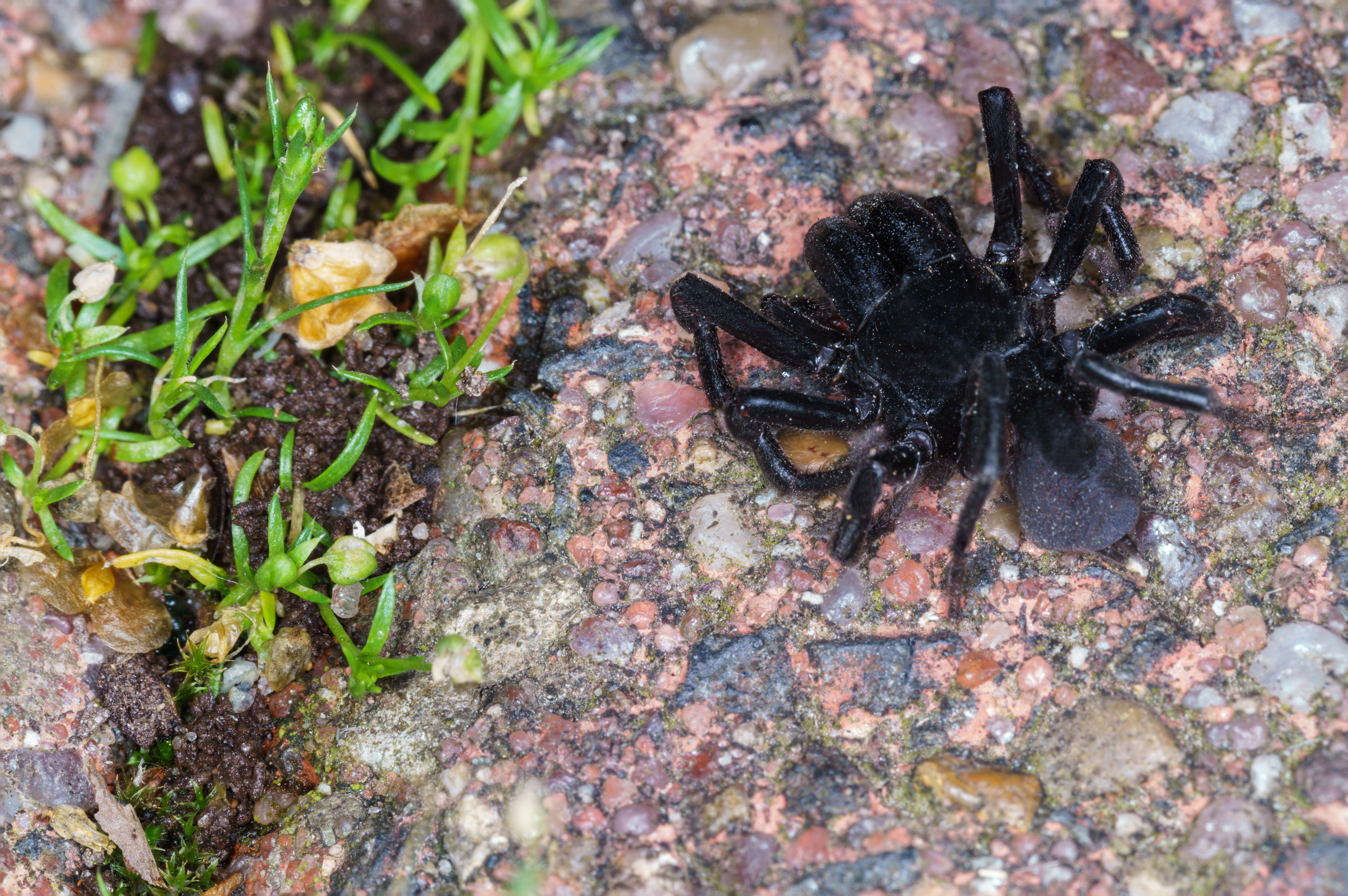
Atypus piceus

Le mâle est de couleur très sombre et la femelle brun sombre légèrement teinté de violet ; les jeunes sont semblables, à peine plus clairs. La base des chélicères est très massive, orientés vers l'avant ; crochets parallèles, orientés vers l'arrière. Les huit yeux situés à l'avant de la tête, sont groupés sur une petite imminence. Les filières postérieures sont particulièrement longues, composées de 3 segments, dont l'apical 2 fois plus long que le central est inférieurement d'un demi-anneau clair.
La maturité sexuelle des mâles est observée en juin-juillet, les femelles sont fertiles toute l'année. Elle peut vivre dix ans.

## Systématique et taxinomie
Cette espèce a été décrite sous le protonyme Aranea picea par Sulzer en 1776. Elle est placée dans le genre Atypus par Ausserer en 1871.
Aranea subterranea et Atypus sulzeri ont été placées en synonymie par Simon en 1873.
Atypus beckii a été placée en synonymie par Simon en 1914.
Proatypus thaleri a été placée en synonymie par Kraus et Baur en 1974.
Oletera atypus a été placée en synonymie par Breitling en 2022.

## Publication originale
- Sulzer, 1776 : Abgekürzte Geschichte der Insekten, nach dem Linnaeischen System. Winterthur, 2 vols.